# Вторая Пятилетка (Чуйская область)
Вторая Пятилетка (кирг. Экинчи Беш Жылдык) — село в Аламудунском районе Чуйской области Кыргызстана. Входит в состав Грозденского аильного округа. Код СОАТЕ — 41708 203 819 04 0.

## Население
По данным переписи 2009 года, в селе проживало 81 человек.